# Härdning
Härdning innebär att ett materials mekaniska egenskaper förbättras genom att dislokationsrörligheten i ett material styrs. Detta kan ske på olika vis, beroende på typ av material.

## Polymermaterial
En viktig mekanism vid härdning av polymerermaterial, exempelvis härdplast, är förnätning genom tvärbindning av molekylkedjorna till tredimensionella nätverk.

## Metaller
När en metall går sönder sker detta genom att en spricka klyver materialet mer eller mindre snabbt. Denna spricka fortplantar sig nästan uteslutande längs korngränserna, det vill säga i utrymmet mellan kornen. Varje gång sprickan möter ett korn kröks dess utbredningsriktning vilket bromsar spricktillväxten. Om kornen är små måste sprickan färdas i en krokig bana, vilket ger bättre mekaniska egenskaper. Redan små atomer i korngränsen kan utgöra hinder för spricktillväxt. 

### Härdningsmekanismer
Vad gäller metaller brukar man huvudsakligen skilja på fyra olika härdningsmekanismer, nämligen: 
- Lösningshärdning
- Utskiljningshärdning (Partikelhärdning)
- Deformationshärdning, se kallbearbetning
- Korngränshärdning, även känd som  släckhärdning och anlöpning

### Teknisk process
För härdning av stål se släckhärdning. För härdning av duraluminium se duraluminium.
I fråga om metaller, främst stål och stållegeringar, används värmehärdning, varvid godset först upphettas till den s. k. härdningstemperaturen. Denna är för stål beroende på den mängd kol och eventuella legeringsmetaller som ingår. Stålet hålls vid härdningstemperaturen under en viss tid, den s. k. hålltiden, varefter det hastigt avkyls i vatten, olja eller saltlösning. Då uppstår en ny strukturform, martensit, på godsets yta. Martensiten är mycket hård och endast martensit bidrar till att materialet blir sprött.
För att undvika sprickor i godset utförs ofta härdningen i etapper, varvid stålet efter uppvärmning först kyls till temperatur strax ovanför den, där martensiten bildas. En sådan process kallas varmbadshärdning eftersom den första nedkylningen sker i ett bad av smält salt. 
Om godset efter härdning åter värms upp till en temperatur under härdningstemperaturen och sedan avkyls långsamt ökar dess seghet avsevärt. Detta förfarande kallas anlöpning. Hela processen släckhärdning och anlöpning kallas för seghärdning.